# Tianjin Open 2019 - Doppio
Nicole Melichar e Květa Peschke erano le detentrici del titolo, ma Peschke ha deciso di non partecipare. Melichar ha fatto coppia con Xu Yifan, ma sono state sconfitte al primo turno da Christina McHale e Yanina Wickmayer.
In finale Shūko Aoyama e Ena Shibahara hanno sconfitto Nao Hibino e Miyu Katō con il punteggio di 6-3, 7-5.

## Teste di serie
1. Nicole Melichar /  Xu Yifan (primo turno)
2. Samantha Stosur /  Zhang Shuai (ritirate)

1. Darija Jurak /  Desirae Krawczyk (quarti di finale)
2. Duan Yingying /  Peng Shuai (semifinale)

## Wildcard
1. Ng Kwan-yau /  Zheng Saisai (primo turno)

## Tabellone

### Legenda
| - Q = Qualificato - WC = Wild card - LL = Lucky loser | - ALT = Alternate - SE = Special Exempt - PR = Protected Ranking | - w/o = Walkover - r = Ritirato - d = Squalificato |

|  | Primo turno               | Primo turno               | Primo turno               | Primo turno    | Primo turno |  |  | Quarti di finale     | Quarti di finale     | Quarti di finale     | Quarti di finale     | Quarti di finale |   |      | Semifinali      | Semifinali      | Semifinali           | Semifinali           | Semifinali           |   |   | Finale | Finale | Finale | Finale | Finale |  |
|  |                           |                           |                           |                |             |  |  |                      |                      |                      |                      |                  |   |      |                 |                 |                      |                      |                      |   |   |        |        |        |        |        |  |
|  | 1                         | N Melichar Y Xu           | N Melichar Y Xu           | 2              | 4           |  |  |                      |                      |                      |                      |                  |   |      |                 |                 |                      |                      |                      |   |   |        |        |        |        |        |  |
|  |                           | C McHale Y Wickmayer      | C McHale Y Wickmayer      | 6              | 6           |  |  | C McHale Y Wickmayer | C McHale Y Wickmayer | C McHale Y Wickmayer | C McHale Y Wickmayer |                  |   |      |                 |                 |                      |                      |                      |   |   |        |        |        |        |        |  |
|  |                           | N Hibino M Katō           | N Hibino M Katō           | 6              | 6           |  |  | N Hibino M Katō      | N Hibino M Katō      | N Hibino M Katō      | N Hibino M Katō      | w/o              |   |      |                 |                 |                      |                      |                      |   |   |        |        |        |        |        |  |
|  | PR                        | K Bondarenko Ar Rodionova | K Bondarenko Ar Rodionova | 0              | 0           |  |  |                      |                      |                      |                      |                  |   |      |                 | N Hibino M Katō | 6                    | 1                    | [10]                 |   |   |        |        |        |        |        |  |
|  | 4                         | Y Duan S Peng             | Y Duan S Peng             | Y Duan S Peng  | w/o         |  |  |                      |                      | 4                    | Y Duan S Peng        | 4                | 6 | [7]  |                 |                 |                      |                      |                      |   |   |        |        |        |        |        |  |
|  |                           | Xin Wang F Xun            | Xin Wang F Xun            | Xin Wang F Xun |             |  |  | 4                    | Y Duan S Peng        | Y Duan S Peng        | 6                    | 6                |   |      |                 |                 |                      |                      |                      |   |   |        |        |        |        |        |  |
|  | X Jiang Q Tang            | X Jiang Q Tang            | 1                         | 7              | [6]         |  |  |                      | M Adamczak S Sanders | M Adamczak S Sanders | 4                    | 1                |   |      |                 |                 |                      |                      |                      |   |   |        |        |        |        |        |  |
|  | M Adamczak S Sanders      | M Adamczak S Sanders      | 6                         | 62             | [10]        |  |  |                      |                      |                      |                      |                  |   |      | N Hibino M Katō | N Hibino M Katō | N Hibino M Katō      | 3                    | 5                    |   |   |        |        |        |        |        |  |
|  | H Dart H Watson           | H Dart H Watson           | 6                         | 4              | [2]         |  |  |                      |                      |                      |                      |                  |   |      |                 |                 | S Aoyama E Shibahara | S Aoyama E Shibahara | S Aoyama E Shibahara | 6 | 7 |        |        |        |        |        |  |
|  | X Han L Zhu               | X Han L Zhu               | 4                         | 6              | [10]        |  |  |                      | X Han L Zhu          | X Han L Zhu          | 6                    | 6                |   |      |                 |                 |                      |                      |                      |   |   |        |        |        |        |        |  |
|  | WC                        | K-y Ng S Zheng            | K-y Ng S Zheng            | 0              | 2           |  |  | 3                    | D Jurak D Krawczyk   | D Jurak D Krawczyk   | 0                    | 4                |   |      |                 |                 |                      |                      |                      |   |   |        |        |        |        |        |  |
|  | 3                         | D Jurak D Krawczyk        | D Jurak D Krawczyk        | 6              | 6           |  |  |                      |                      |                      |                      |                  |   |      | X Han L Zhu     | X Han L Zhu     | 1                    | 6                    | [5]                  |   |   |        |        |        |        |        |  |
|  | S Šapatava E Webley-Smith | S Šapatava E Webley-Smith | S Šapatava E Webley-Smith | 2              | 2           |  |  |                      |                      | S Aoyama E Shibahara | S Aoyama E Shibahara | 6                | 4 | [10] |                 |                 |                      |                      |                      |   |   |        |        |        |        |        |  |
|  | Y Wang Z Yang             | Y Wang Z Yang             | Y Wang Z Yang             | 6              | 6           |  |  | Y Wang Z Yang        | Y Wang Z Yang        | 7                    | 4                    | [12]             |   |      |                 |                 |                      |                      |                      |   |   |        |        |        |        |        |  |
|  |                           | S Aoyama E Shibahara      | 6                         | 4              | [10]        |  |  | S Aoyama E Shibahara | S Aoyama E Shibahara | 5                    | 6                    | [14]             |   |      |                 |                 |                      |                      |                      |   |   |        |        |        |        |        |  |
|  | Alt                       | S Xu X You                | 3                         | 6              | [7]         |  |  |                      |                      |                      |                      |                  |   |      |                 |                 |                      |                      |                      |   |   |        |        |        |        |        |  |